# El Defensor de Afligidos y Desesperados
El Defensor de Afligidos y Desesperados fue un periódico editado en la ciudad española de Sevilla durante unos meses de 1820.

## Descripción
De tendencia liberal y escrito por José María Valdés, el periódico se publicó entre mediados y diciembre de 1820. De la imprenta de Aragón y Compañía salieron once números de ocho páginas en cuarto, en papel común y con una impresión regular.